# Chicha morada
A la gastronomia del Perú s'anomenen amb el mot genèric de "chicha" les begudes fetes de dacsa. La més important varietat de chicha sense alcohol, és a dir, amb dacsa no fermentada, és la chicha morada, la qual beguda es fa amb dacsa morada bullida i presentada amb petits trossos d'ananàs, poma i codony i condimentada amb codonyer, canyella, suc de llimona i sucre.